# Josh Adams
Josh Adams (nacido el 16 de noviembre de 1993 en Phoenix, Arizona) es un jugador de baloncesto estadounidense que en la actualidad juega para el KK Cedevita Olimpija de la ABA Liga. Con 1,88 metros de altura, juega en la posición de  base.

## Trayectoria deportiva
Durante su periplo universitario formó parte de los Wyoming Cowboys. Tras no ser drafteado en 2016, comenzó su andura profesional en Europa, en las filas del BC Avtodor Saratov ruso.
Realizó una buena temporada 2016-17 en Rusia, realizando unos promedios de 12.1 puntos, 61.7% de acierto de dos puntos y 4.2 asistencias en 13 partidos de la VTB League y 7.8 puntos y 3.3 rebotes en la BCL, destacando sobre todo por un juego muy vertical y potencia física. En verano de 2017 firmó por el Anadolu Efes S.K. turco, durante una temporada más otra opcional.
En enero de 2018, el Beşiktaş hace oficial el fichaje del jugador hasta el final de temporada, procedente del Efes donde promedió 7 puntos por partido en EuroLeague y 11 puntos por partido en BSL.
En la temporada 2019-2020 ficha por el Unicaja de Málaga siendo un jugador importante para el equipo. Dejando highlights impresionantes como el mate sobre Ioannis Bourousis del Herbalife Gran Canaria.
En julio de 2020, firma con el Virtus Bolonia de la Lega Basket Serie A.
El 20 de julio de 2021, firma por el Tasmania JackJumpers australiano.
En la temporada 2022-23, firma por el KK Cedevita Olimpija de la ABA Liga.

## Palmarés

### Consideraciones individuales
- Jugador Más Espectacular de la ACB (1): 2019-20